# 遠藤浩
遠藤 浩（えんどう ひろし 1921年9月13日 - 2005年5月5日）は、日本の法学者。専門は民法。学習院大学名誉教授。山形県米沢市出身。

## 来歴
米沢市の実家（鍛冶町）の斜向かいに我妻栄の生家（鉄砲町）があった。米沢興譲館中学校3年時に肋膜炎・肺結核を患い、以後三十数年間は持病を抱えながらの生活となる。第一高等学校、東京帝国大学法学部卒。法学部大学院で我妻に師事した。
学習院大学名誉教授。元司法試験考査委員（任：1968年 - 1984年）および元国家公務員上級試験（現在の国家公務員第Ｉ種試験）考査委員（任：1970年 - 1972年）。元弁護士。勲三等瑞宝章受章。
米沢高等学校で教師と野球部監督を務め、プロ野球で活躍する皆川睦雄（南海ホークス）を指導した経歴を持っている。
黒田清子の夫・黒田慶樹（東京都庁職員）の大学時代のゼミナールの担当教員だった。

## 主張
- 早くから選択的夫婦別姓制度導入に賛同する。「わが国も昔は夫婦別氏。平安時代も別氏。キリスト教が入って同一の氏を称するということになった。」と述べている[2]。

## 著書
- 『民法 銀行初級講座3』（銀行研修社） 1976
- 『民法入門』（銀行研修社） 1994.6
- 『民法基本判例』1 - 3（信山社出版） 1995 - 2001
- 『百花繚乱たれ 遠藤浩随想集』（遠藤浩先生随想集刊行委員会編、勁草書房） 2006.4

## 共編著
- 『民法辞典』（我妻栄, 四宮和夫共著、一粒社、法律小辞典全書） 1959
- 『市民のための法律入門』（中川善之助, 林屋礼二共著、有斐閣） 1968
- 『土地家屋の法律百科』（服部栄三共編、実業之日本社、国民の法律相談） 1968
- 『土地と建物』（中川善之助共編、第一法規出版、実用法律事典） 1969
- 『夫婦親子と相続・贈与の法律百科』（服部栄三共編、実業之日本社） 1969
- 『不動産用語辞典』（松嶋泰, 珍田竜哉共編著、第一法規出版） 1970
- 『建築の法律相談』（成田頼明共編著、有斐閣、法律相談シリーズ） 1970
- 『営業マンの法律知識 ‐ 契約締結から紛争解決まで』（島谷六郎, 岸田貞夫共著、東洋経済新報社、ビジネス・ロー・スクール） 1971
- 『ワークブック民法』（川井健共編、有斐閣、有斐閣選書） 1971
- 『隣り近所とつきあう法 ‐ご近所との紛争を上手に解決』（松本治雄共編、有斐閣、有斐閣選書） 1971
- 『演習民法』（川井健, 西原道雄共編、青林書院新社、演習法律学大系） 1971- 1972
- 『民法入門』（幾代通共編、有斐閣、有斐閣双書） 1972
- 『ハンのトラブル防止法 ‐ 日常書類の法律事典』（松本治雄共編、有斐閣、有斐閣選書） 1972
- 『暮しのための法律』（我妻栄, 中川善之助共編、第一法規出版） 1973
- 『建築基準法50講』（荒秀, 中村博英共編、有斐閣、有斐閣双書） 1974
- 『判例通達 不動産登記法』（川島一郎共編、第一法規出版） 1975
- 『マイホーム入手法 ‐ 新築・購入に失敗しないために』（松本治雄, 田島良平共編、有斐閣、有斐閣双書） 1975
- 『体系民法事典 不動産登記法・借地法・借家法』〔新版〕（中川善之助,泉久雄共編、青木書院新社） 1976
- 『民法総則』〔新版〕（中川善之助共編、日本評論社） 1976
- 『法学入門 ‐ 法学・日本国憲法』（久保田きぬ子共編、有斐閣、有斐閣新書） 1976
- 『金銭貸借の基礎』（上野隆司共編、青林書院新社、基礎法律学大系15 実用編） 1976
- 『新法律提要』（荒秀共編、光文書院） 1977
- 『物権』〔新版〕（中川善之助共編、日本評論社） 1977
- 『債権総論』〔新版〕（中川善之助共編、日本評論社） 1977
- 『債権各論』〔新版〕（中川善之助共編、日本評論社） 1977
- 『暮しのための法律』(1978年版)（加藤一郎共編、第一法規出版） 1977
- 『民法(債権)講義』〔新版〕（打田畯一共編、青木書院新社） 1981
- 『判例ハンドブック ‐ 債権』（日本評論社、法セミbooks） 1983
- 『不動産登記法』（青山正明共編、日本評論社、別冊法学セミナー） 1984
- 『住宅関係法 借地借家法・区分所有法』（水本浩共編、日本評論社、別冊法学セミナー） 1984
- 『マンション 建築・売買・管理・賃貸』（青林書院、現代実務法律講座） 1985
- 『民法総則』（水本浩共編、青林書院、青林教科書シリーズ） 1985
- 『物権法』（水本浩共編、青林書院、青林教科書シリーズ） 1985
- 『債権総論』（水本浩共編、青林書院、青林教科書シリーズ） 1986
- 『債権各論』（水本浩共編、青林書院、青林教科書シリーズ） 1986
- 『民法』（加藤一郎共編、第一法規出版、地方公務員のための法律講座） 1986
- 『注解不動産法2 建築・請負』（小川英明共編、青林書院） 1989
- 『明解不動産用語辞典』（田中啓一共編、第一法規出版） 1991
- 『新借地借家法』（水本浩共編、日本評論社、別冊法学セミナー） 1993
- 『不動産売買』（平井一雄共編、青林書院、注解不動産法1） 1993
- 『司法試験のための法律学の学び方』（早稲田経営出版） 1996
- 『入門 民法総則』（良永和隆共著、日本評論社） 2001
- 『民法基本判例 4 債権総論』（山田創一共著、信山社出版） 2004

## 記念論集
- 「現代民法学の理論と課題 遠藤浩先生傘寿記念」（清水曉ほか編、第一法規出版） 2002.9